# نهر فولكي
نهر فولكي هو نهر يقع في غرب الهند في ولاية غوجارات، مصدره بالقرب من قرية ليلبار. حوض تصريفه يبلغ أقصى طول له 18 كم. وتبلغ مساحة مستجمعات المياه الإجمالية للحوض 120 كيلومترًا مربعًا.